# Nicolas Leblanc
Pour les articles homonymes, voir Leblanc.
Nicolas Leblanc, né à Ivoy-le-Pré (France) le 6 décembre 1742 ou plutôt en 1755 à Issoudun (Indre-France) (d'après l'ouvrage Notice sur la vie et les découvertes de Nicolas Le Blanc / par sa petite-fille H. de Mannoury d'Ectot, 1880)  et mort à Saint-Denis (aujourd'hui en Seine-Saint-Denis, France) le 16 janvier 1806, est un chirurgien et chimiste français.
Il est surtout reconnu pour avoir mis au point un procédé d'extraction de la soude ou carbonate de sodium à partir du sel marin, donc à partir d'eau de mer. Le procédé Leblanc est considéré comme l'acte fondateur des industries chimiques au siècle industriel.

## Biographie

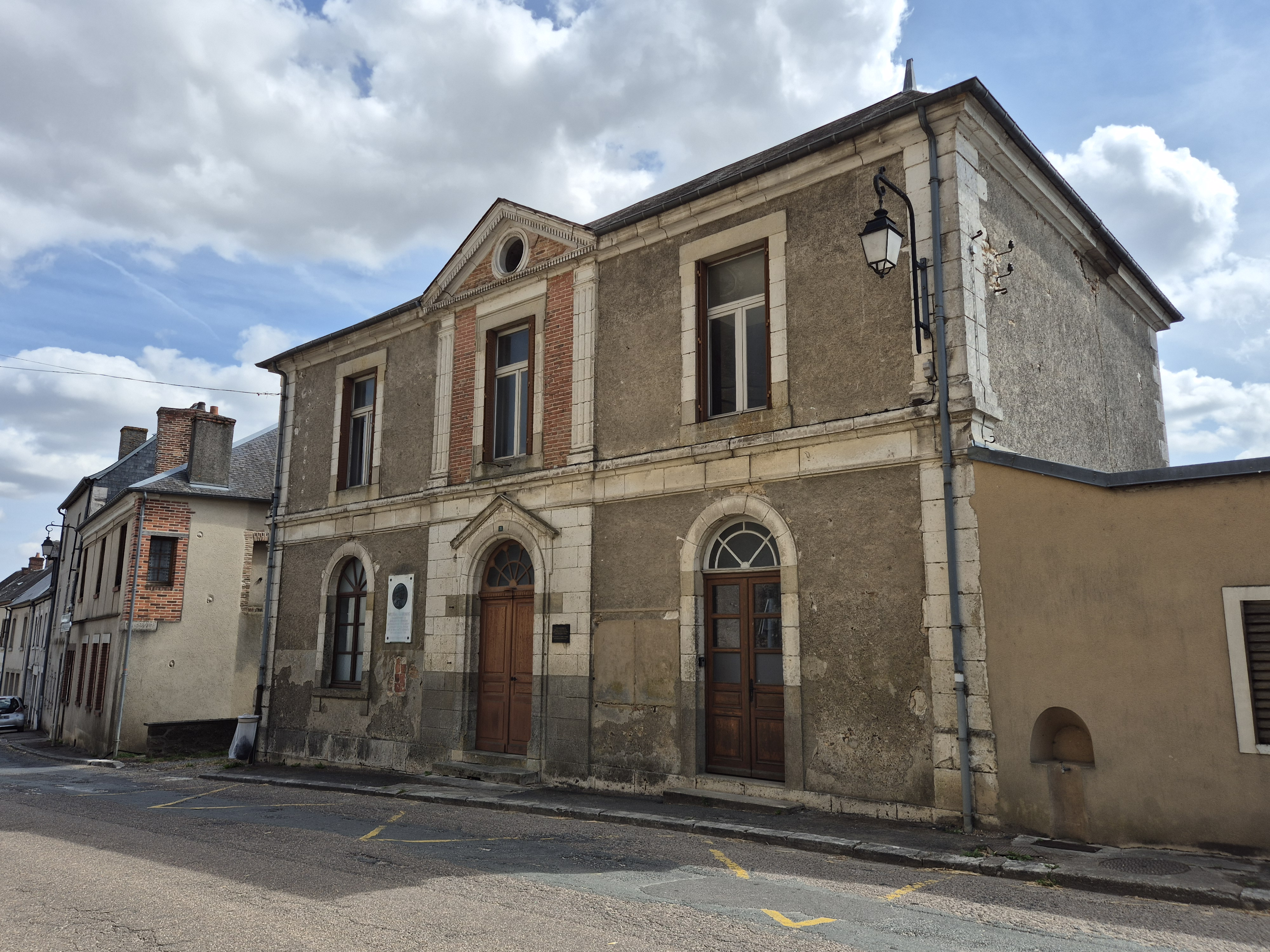
Maison natale de Nicolas Leblanc

Après des études de chirurgie, ce natif de la région de Bourges est l'élève du chimiste Jean D'Arcet père, encore nommé Jean Darcet. Leblanc devient en 1780 médecin chirurgien au service de la maison d'Orléans. Son altesse le prince duc d'Orléans subventionne ses recherches visant à obtenir de la soude (comme on appelait le carbonate de sodium à l'époque) à partir du sel marin sous le contrôle de son maître en chimie et s'associe pour l'exploitation du procédé avec lui et les sieurs Henri Shée et Dizé, le premier administrateur des deniers de la maison d'Orléans et le second préparateur de chimie au collège de France.
En 1789, Nicolas Leblanc obtient du carbonate de sodium. L'usine créée à Maison-de-Seine, aujourd'hui Saint-Denis (à côté du Port Saint-Denis, au bord de la Seine), est une fabrique de soude artificielle active en 1791. Leblanc s'assure la paternité de son invention par un brevet d'invention en 1791. L’usine produit alors 200 à 300 kg de soude par an.
Elle a nécessité le soutien financier du duc Philippe d’Orléans. A la Révolution les biens du duc d'Orléans sont séquestrés et en conséquence aussi la la fabrique de soude, ce qui condamne la production. La mort du duc d'Orléans sur l'échafaud en 1793 marque la fermeture et le dépeçage de l'usine induisant à terme la ruine de Leblanc. Nicolas Leblanc est aussi contraint de rendre public son procédé sur la demande du Comité de salut public et indemnisé de façon dérisoire pour son préjudice. La situation peut être analysée différemment sur le moment : pour poursuivre son activité, Leblanc répond à l'appel du Comité qui invite au sacrifice généreux de tout secret au profit de la patrie et il autorise ainsi la publication du procédé.
Alors que le financement de l'usine n'est toujours pas assuré, Nicolas Leblanc vit de menus travaux. En 1794, il est contraint de procéder à l'inventaire du laboratoire de Lavoisier en vue de la vente de ses appareils.
Les aléas de l'activité industrielle provoquent la ruine du directeur Leblanc. Jamais, il ne pourra se procurer les capitaux nécessaires pour continuer l’exploitation du procédé, quand bien même son usine lui est restituée en l’an VIII, et que la Société d’encouragement lui offre alors son soutien. C'est un vieillard désespéré qui se suicide en 1806.
Le procédé Leblanc prend une grande ampleur vers 1830, il est utilisé jusque dans les années 1870, puis supplanté par le procédé Solvay. Une importante fabrique de soude artificielle selon le procédé Leblanc est en particulier dirigée par le fils de Jean Darcet, Jean-Pierre-Joseph d'Arcet, sur le site de l'université actuelle de Paris X Nanterre.
Nicolas Leblanc est le père de César-Nicolas-Louis Leblanc (1787-1835), professeur de dessin au Conservatoire des Arts et métiers et dessinateur de machines.